# Michael Calvert
Michael »Mad Mike« Calvert, DSO, britanski general in operativec, * 6. marec 1913, Rohtak, Indija, † 26. november 1998.

## Življenjepis
Leta 1933 se je pridružil Kraljevim inženircem. 
Ob izbruhu druge svetovne vojne je bil v sestavi Military Intellingence Research. Pomagal je organizirali Home Guard v primeru nemške invazije na Veliko Britanijo. Nato je bil poslan v Burmo, kjer je skupaj s Ordejem Wingateom ustanovil čindite. Nato je bil premeščen v Evropo, kjer je marca 1945 prevzel poveljstvo brigade SAS.
Junija 1948 je oboroženo krilo Malajske komunistične partije začelo teroristične napade proti policiji in britanski kopenski vojski. Calvert je bil poslan v Malajo, kjer je prevzel vodstvo protigverilskega bojevanja. Ustanovil je Malajske izvidniške enote, ki so bili nosilci tega bojevanja. Leta 1951 je bil poslan nazaj v Veliko Britanijo zaradi zdravstvenih težav (imel je malarijo, grižo in še nekaj drugih džungelskih bolezni).

## Napredovanja
- ? - brigadir

## Odlikovanja
- Distinguished Service Order
- srebrna zvezda (ZDA)